# Mistrzostwa Świata w Lekkoatletyce 2011 – skok w dal kobiet
Skok w dal kobiet – jedna z konkurencji rozgrywanych podczas lekkoatletycznych mistrzostw świata na Stadionie Daegu w Daegu. 
Obrończynią tytułu mistrzowskiego z 2009 roku jest Amerykanka Brittney Reese. Ustalone przez IAAF minima kwalifikacyjne do mistrzostw wynosiły 6,75 (minimum A) oraz 6,65 (minimum B). 

## Terminarz
| Data        | Godzina |            |
| ----------- | ------- | ---------- |
| 27 sierpnia | 21:15   | Eliminacje |
| 28 sierpnia | 18:15   | Finał      |

## Rekordy
Tabela prezentuje rekord świata, rekordy poszczególnych kontynentów, mistrzostw świata, a także najlepszy rezultat na świecie w sezonie 2011 przed rozpoczęciem mistrzostw.
|                                                | Zawodnik             | Wynik | Miejsce   | Data                 |
| ---------------------------------------------- | -------------------- | ----- | --------- | -------------------- |
| Rekord świata                                  | Galina Czistiakowa   | 7,52  | Leningrad | 11 czerwca 1988(dts) |
| Listy światowe                                 | Brittney Reese       | 7,19  | Eugene    | 26 czerwca 2011(dts) |
| Rekord mistrzostw świata                       | Jackie Joyner-Kersee | 7,36  | Rzym      | 4 września 1987(dts) |
| Rekord Afryki                                  | Chioma Ajunwa        | 7,12  | Atlanta   | 2 sierpnia 1996(dts) |
| Rekord Azji                                    | Yao Weili            | 7,01  | Jinan     | 5 czerwca 1994(dts)  |
| Rekord Ameryki Północnej, Środkowej i Karaibów | Jackie Joyner-Kersee | 7,49  | Nowy Jork | 22 maja 1994(dts)    |
| Rekord Ameryki Południowej                     | Maurren Maggi        | 7,26  | Bogota    | 26 czerwca 1999(dts) |
| Rekord Europy                                  | Galina Czistiakowa   | 7,52  | Leningrad | 11 czerwca 1988(dts) |
| Rekord Australii i Oceanii                     | Bronwyn Thompson     | 7,00  | Melbourne | 7 marca 2002(dts)    |

## Rezultaty

### Eliminacje
Do zawodów przystąpiło 36 zawodniczek. Skoczkinie w dal w rundzie eliminacyjnej zostały podzielone na 2 grupy: A i B. Aby dostać się do finału, w którym będzie startować 12 zawodniczek, należy skoczyć co najmniej 6,75 m (Q). W przypadku gdyby rezultat ten osiągnęła mniejsza liczba sportsmenek lub gdyby żadna ze startujących nie uzyskała minimum, kryterium awansu były najlepsze wyniki uzyskane przez startujące (q)
| Poz. | Grupa | Zawodniczka         | Reprezentacja              | #1   | #2   | #3   | Rezultat | Uwagi |
| ---- | ----- | ------------------- | -------------------------- | ---- | ---- | ---- | -------- | ----- |
| 1    | B     | Maurren Higa Maggi  | Brazylia                   | 6,55 | 6,86 |      | 6,86     | Q     |
| 2    | B     | Nastassia Mironczyk | Białoruś                   | 6,80 |      |      | 6,80     | Q     |
| 3    | A     | Brittney Reese      | Stany Zjednoczone          | 6,41 | X    | 6,79 | 6,79     | Q     |
| 4    | B     | Darja Kliszyna      | Rosja                      | 6,77 |      |      | 6,77     | Q     |
| 5    | A     | Naide Gomes         | Portugalia                 | 6,76 |      |      | 6,76     | Q     |
| 6    | A     | Olga Kuczerienko    | Rosja                      | 6,37 | 6,67 | X    | 6,67     | q     |
| 7    | B     | Funmi Jimoh         | Stany Zjednoczone          | 6,68 | X    | 6,26 | 6,68     | q     |
| 8    | A     | Carolina Klüft      | Szwecja                    | 6,60 | X    | 6,40 | 6,60     | q     |
| 9    | B     | Ineta Radēviča      | Łotwa                      | X    | 6,59 | X    | 6,59     | q     |
| 10   | B     | Mayookha Johny      | Indie                      | 6,52 | X    | 6,53 | 6,53     | q     |
| 11   | B     | Karin Melis Mey     | Turcja                     | X    | X    | 6,52 | 6,52     | q     |
| 12   | A     | Janay DeLoach       | Stany Zjednoczone          | X    | 6,29 | 6,51 | 6,51     | q     |
| 13   | B     | Olga Zajtcewa       | Rosja                      | 6,50 | X    | X    | 6,50     |       |
| 14   | A     | Bianca Kappler      | Niemcy                     | 6,48 | 6,48 | 6,32 | 6,48     |       |
| 15   | A     | Wiktorija Rybałko   | Ukraina                    | 6,45 | X    | 6,40 | 6,45     |       |
| 16   | A     | Wieranika Szutkowa  | Białoruś                   | 6,45 | X    | 6,29 | 6,45     |       |
| 17   | A     | Bianca Stuart       | Bahamy                     | X    | 3,96 | 6,44 | 6,44     |       |
| 18   | B     | Blessing Okagbare   | Nigeria                    | X    | 6,36 | 6,27 | 6,36     |       |
| 19   | B     | Irène Pusterla      | Szwajcaria                 | 6,34 | 6,22 | 6,21 | 6,34     |       |
| 20   | B     | Shara Proctor       | Wielka Brytania            | X    | X    | 6,34 | 6,34     |       |
| 21   | A     | Marestella Torres   | Filipiny                   | 6,31 | 6,19 | 6,22 | 6,31     |       |
| 22   | A     | Teresa Dobija       | Polska                     | X    | X    | 6,30 | 6,30     |       |
| 23   | A     | Lauma Grīva         | Łotwa                      | 6,27 | 6,16 | 6,10 | 6,27     |       |
| 24   | A     | Keila Costa         | Brazylia                   | 6,09 | 6,07 | 6,26 | 6,26     |       |
| 25   | A     | Yuliya Tarasova     | Uzbekistan                 | X    | 6,26 | X    | 6,26     |       |
| 26   | B     | Éloyse Lesueur      | Francja                    | X    | X    | 6,22 | 6,22     |       |
| 27   | B     | Nina Kolaric        | Słowenia                   | X    | 6,19 | 6,15 | 6,19     |       |
| 28   | A     | Jovanee Jarrett     | Jamajka                    | 6,19 | X    | 5,75 | 6,19     |       |
| 39   | B     | Jung Soon-ok        | Korea Południowa           | X    | X    | 6,18 | 6,18     | SB    |
| 30   | B     | Chantel Malone      | Brytyjskie Wyspy Dziewicze | 5,96 | 6,12 | X    | 6,12     |       |
| 31   | B     | Sostene Moguenara   | Niemcy                     | X    | X    | 6,02 | 6,02     |       |
| 32   | A     | Ola Sesay           | Sierra Leone               | 5,64 | 5,94 | 5,43 | 5,94     |       |
| 33   | B     | Tori Polk           | Stany Zjednoczone          | X    | 5,66 | X    | 5,66     |       |
| 34   | A     | Enas Gharib         | Egipt                      | 5,35 | 5,48 | 5,44 | 5,48     | SB    |
|      | B     | Concepción Montaner | Hiszpania                  | X    | X    | X    | NM       |       |
|      | A     | Ivana Španović      | Serbia                     |      |      |      | DNS      |       |

### Finał
| Poz.  | Zawodniczka         | Reprezentacja     | #1   | #2   | #3   | #4   | #5   | #6   | Wynik | Uwagi                     |
| ----- | ------------------- | ----------------- | ---- | ---- | ---- | ---- | ---- | ---- | ----- | ------------------------- |
| Złoto | Brittney Reese      | Stany Zjednoczone | 6,82 | X    | X    | X    | X    | X    | 6,82  |                           |
| [ 4 ] | Ineta Radēviča      | Łotwa             | 6,61 | 6,63 | 6,66 | 6,61 | X    | 6,76 | 6,76  | Najlepszy wynik w sezonie |
| Brąz  |                     |                   |      |      |      |      |      |      |       |                           |
| 4     | Nastassia Mironczyk | Białoruś          | X    | 6,71 | 6,74 | X    | X    | X    | 6,74  |                           |
| 5     | Carolina Klüft      | Szwecja           | X    | 6,44 | 6,56 | X    | 6,37 | X    | 6,56  |                           |
| 6     | Janay DeLoach       | Stany Zjednoczone | 6,32 | 6,39 | X    | X    | 6,32 | 6,56 | 6,56  |                           |
| 7     | Darja Kliszyna      | Rosja             | 6,39 | 6,30 | 6,49 | X    | 6,50 | 6,33 | 6,50  |                           |
| 8     | Karin Melis Mey     | Turcja            | X    | 6,44 | X    | X    | 6,44 | 6,19 | 6,44  |                           |
| 9     | Mayookha Johny      | Indie             | 6,37 | 6,31 | 6,26 |      |      |      | 6,37  |                           |
| 10    | Naide Gomes         | Portugalia        | X    | 6,16 | 6,26 |      |      |      | 6,26  |                           |
| 11    | Maurren Higa Maggi  | Brazylia          | X    | X    | 6,17 |      |      |      | 6,17  |                           |
|       | Funmi Jimoh         | Stany Zjednoczone | X    | X    | X    |      |      |      | NM    |                           |